# Laduholmen (vid Skärlandet, Raseborg)
Laduholmen är en ö i Finland. Den ligger i Finska viken och i kommunen Raseborg i den ekonomiska regionen  Raseborg i landskapet Nyland, i den södra delen av landet. Ön ligger omkring 83 kilometer väster om Helsingfors.
Öns area är 0,9 hektar och dess största längd är 170 meter i nord-sydlig riktning.